# Aither

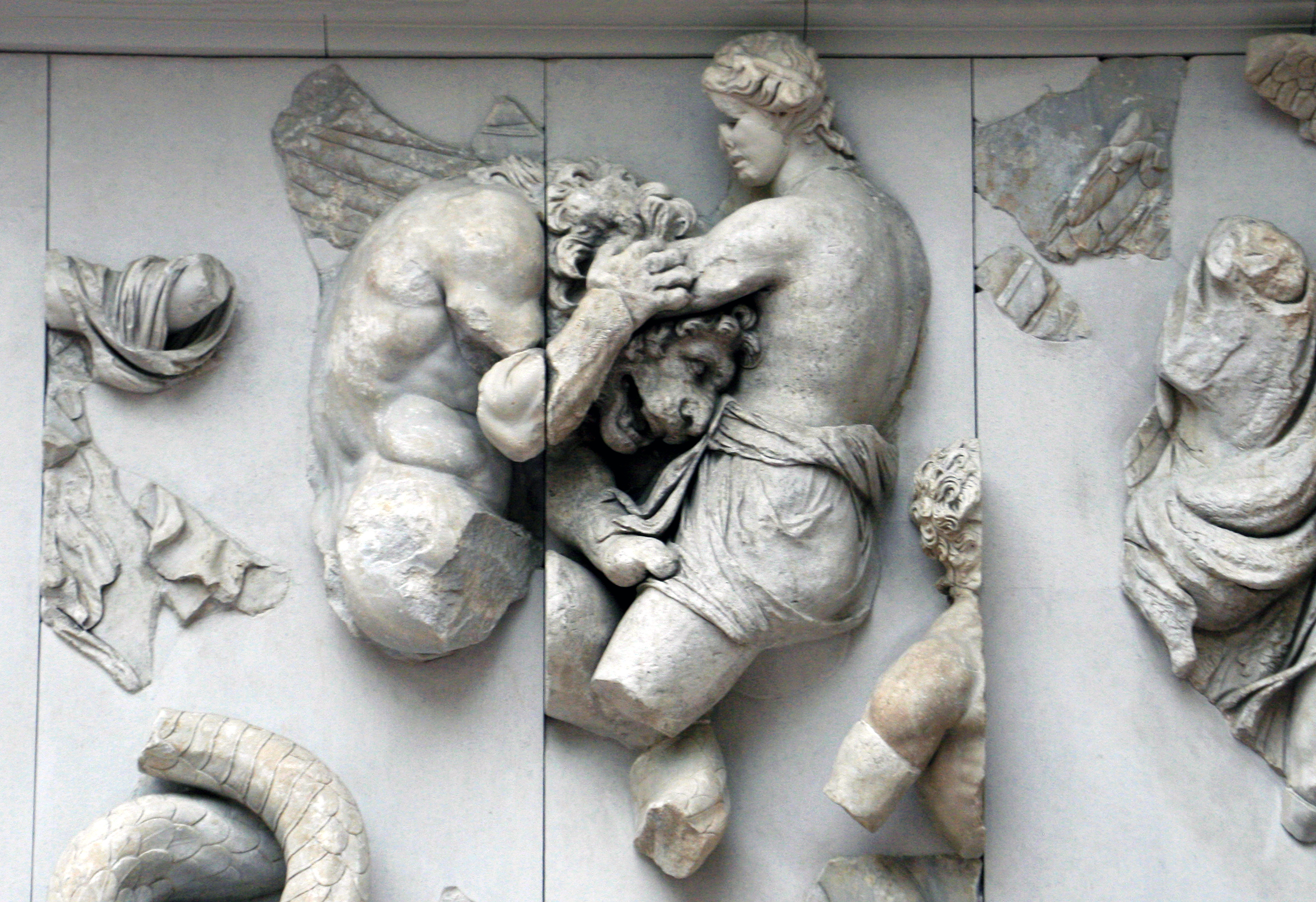
Aither i kamp med en lejonhövdad jätte.

Aither (Αιθηρ) var en tidig grekisk-mytologisk gestalt som personifierade den eteriska rymden och hans namn betydde "övre luft". Han var son till Erebos (Mörkret) och Nyx (Natten). Aither var både bror och make till Hemera (Dagen). 
Han var det förstfödda andeväsendet av fyra elementen och han representerade luften. Aither ska ha varit en av tre olika sorters luft. Han var den allra översta lysande och skimrande luften, själva ljuset, som omslöt Uranos skyar där gudarna bodde, bergstoppar, moln, stjärnor och månen. Mellanluften kallades Aer eller Chaos och det var den jordbundna luften som beskrevs som en genomskinlig dimma. Den allra understa luften var Erebos (Mörkret) som fyllde underjordens mörka platser och de dödas rike.

## Natt och Dag
Enligt mytens berättelse ska Aithers mor Nyx mot slutet av kvällarna ha dragit sin mörka slöja mellan honom och Aer och frambringat natten åt människorna. På morgonen kom hans syster Hemera och drog undan nattens dimma och visade åter den skinande övre luften som utgjorde dagen. Under antiken ansågs natt och dag vara oberoende av solen och förklarade ljuset som denna skinande, ljusblå luft.

## Världssjälen
I den orfiska mystiska teologin var Aither världens själ från vilken allt liv utgick.

## Aithers barn
(Moderns namn står i fet stil.)
Hemera: Thalassa
Gaia: Penthos, Poine och Aergia
Osäkra föräldraskap
Ett klassiskt problem i den grekiska mytologin är föräldraskap. Det finns ofta lika många olika föräldrar som det finns versioner av myterna och vissa karaktärer kan därför ha flera möjliga föräldrar. Följande mytologiska figurer kan Aither ha varit far till:
- Dolos
- Horkos
- Lyssa
- Lethe
- Nephelaierna
- Algeaierna
- Hysminaierna
- Pseudologerna